# Kurt Vorpahl
Kurt Vorpahl (* 7. Mai 1905 in Krempe; † 26. Juni 1944 im Untersuchungsgefängnis Hamburg) war ein deutscher kommunistischer Widerstandskämpfer gegen den Nationalsozialismus und NS-Opfer.

## Leben
Vorpahl war der Sohn des Zahnarztes Emil Vorpahl und von Frieda Vorpahl, geborene Brauer. Nach dem Besuch der Realschule erlernte er den Beruf des Schlossers und arbeitete unterbrochen von einjähriger Arbeitslosigkeit ab 1927 auch als Schweißer auf der Werft der Firma Blohm & Voss. In den 1920er Jahren sympathisierte er noch mit den Versprechungen der NSDAP, wurde jedoch nie Mitglied der Partei. Als er die Liebe zu der Sozialdemokratin Gertrud Knickelbein fand, änderte sich seine politische Überzeugung. Das Paar heiratete 1926 und bekam drei Töchter und einen Sohn. Die Familie lebte in einer Genossenschaftswohnung in Hamburg-Horn. Von 1930 bis 1932 gehörte Vorpahl der KPD an und wurde auch Mitglied der Roten Hilfe und der RGO.

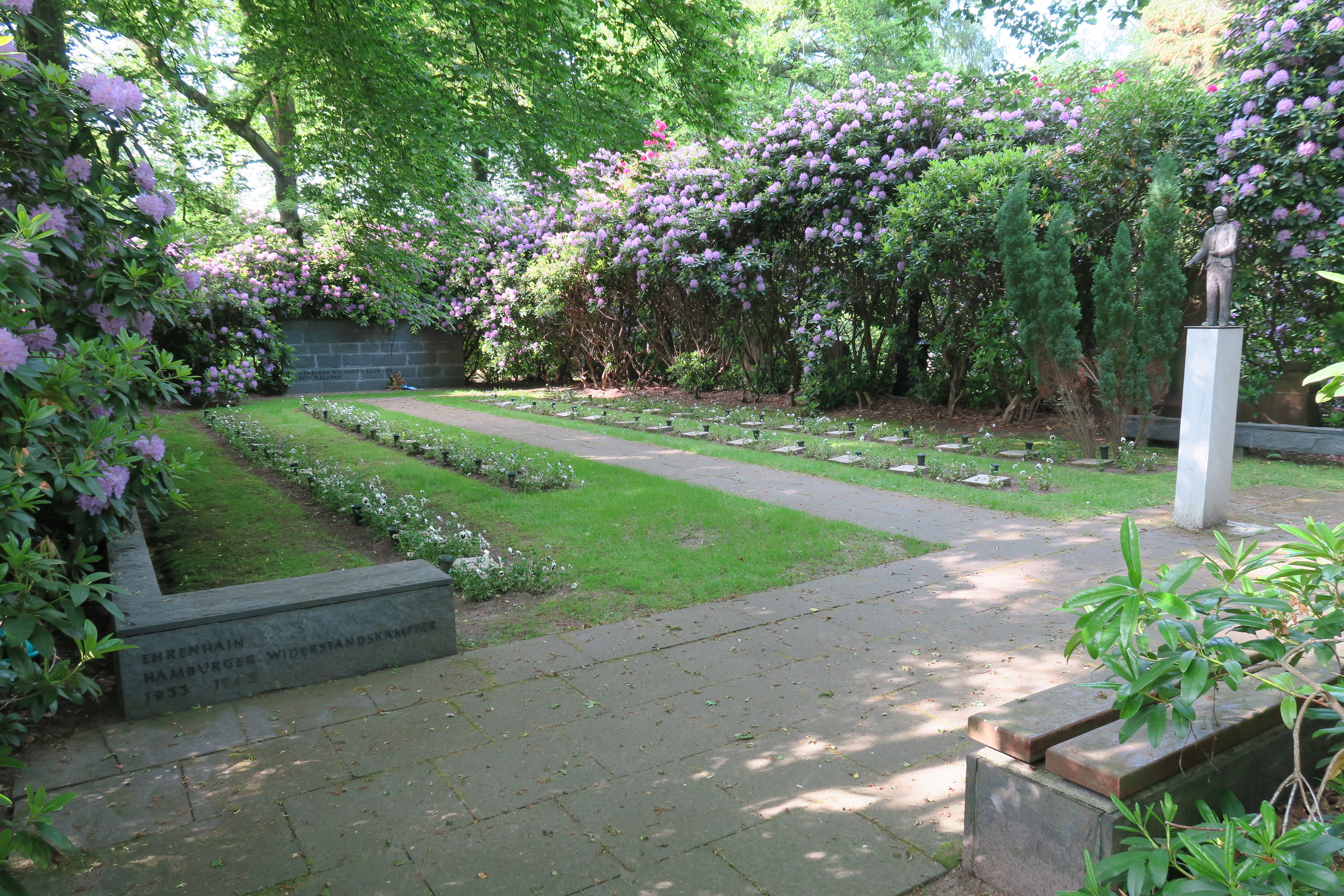
Ehrenhain Hamburgischer Widerstandskämpfer auf dem Friedhof Ohlsdorf

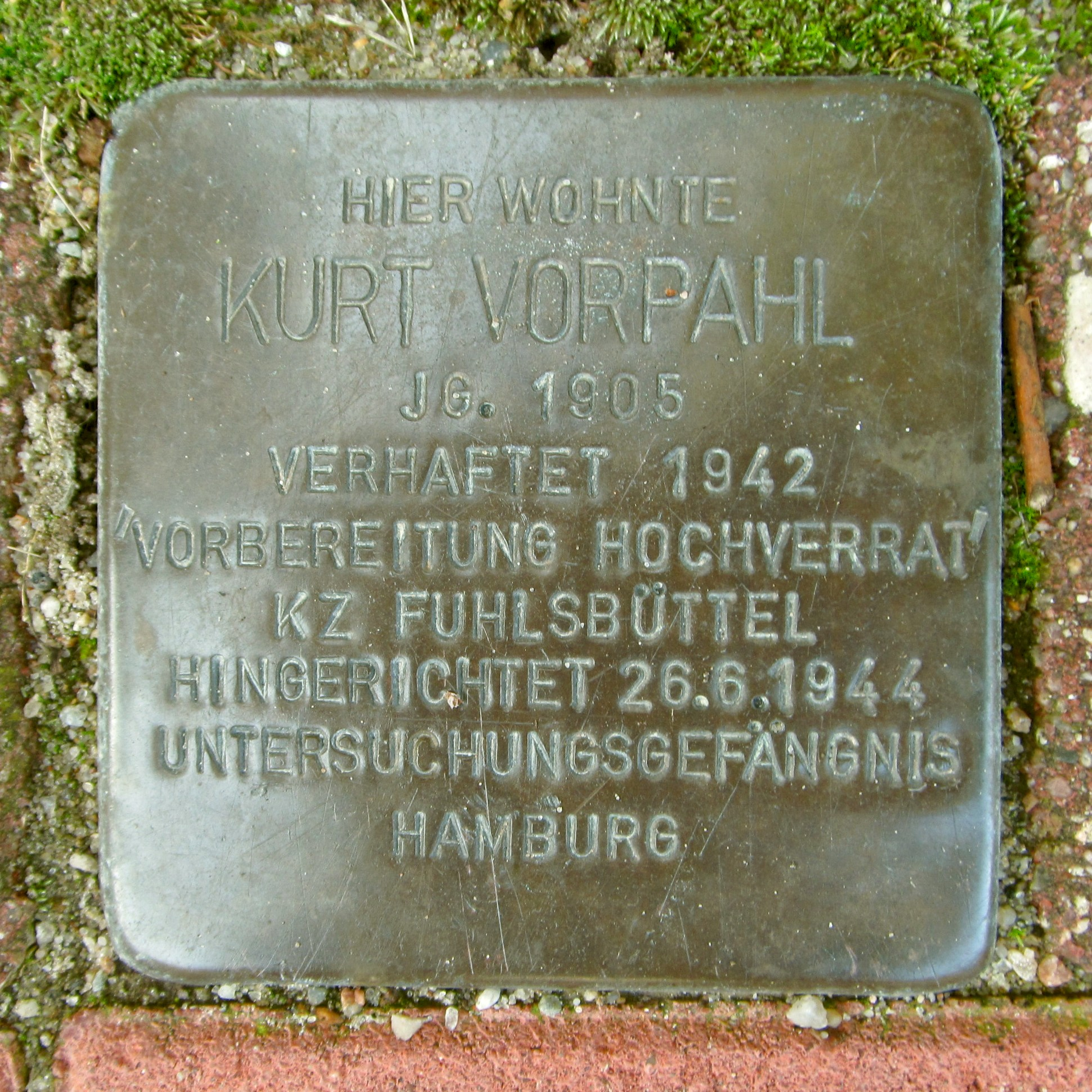
Stolperstein Snitgerstieg 3

Nach der Machtübertragung an die NSDAP 1933 und sofort einsetzender Verfolgung von Mitgliedern der Arbeiterparteien beteiligte er sich am illegalen Widerstand. Als nach Beginn des Zweiten Weltkrieges ausländische Zwangsarbeiter für Rüstungszwecke eingesetzt wurden, organisierte die Widerstandsgruppe „Bästlein-Jacob-Abshagen“ Unterstützung und Hilfe und leistete politische Aufklärung unter der Arbeiterschaft. Dieser Gruppe schloss sich Vorpahl an. Zusammen mit Hans Hornberger, Walter Reber und Ernst Heisel baute er eine neue Betriebszelle des Widerstands auf. Nachdem die Gestapo davon Kenntnis erhalten hatte, wurde auch er am 24. Oktober 1942 verhaftet. Anschließend wurde er zunächst im Polizeigefängnis Fuhlsbüttel und der Untersuchungsgefängnis am Holstenglacis inhaftiert. Aufgrund von Bombenschäden wurde er für die Zeit vom 30. Juli bis 9. September 1943 vorübergehend entlassen, kehrte aber freiwillig in die Haft zurück.
Mit drei weiteren Hamburger Widerstandskämpfern wurde er durch den Oberreichsanwalt in Berlin vor dem Volksgerichtshof am 26. Februar 1944 wegen „Errichtung einer Kommunistischen Betriebszellenorganisation“ angeklagt. Vorpahl wurde mit zahlreichen seiner Genossen vor dem in Hamburg tagenden Volksgerichtshof im sogenannten „Kommunistenprozess“ am 4. Mai 1944 wegen „Vorbereitung zum Hochverrat“ und „Feindbegünstigung“ zum Tode verurteilt. Am 26. Juni 1944 wurde er zusammen mit Paul Thürey, Erich Heins, Karl Kock, Hans Köpke, Otto Mende, Ernst Mittelbach, Walter Reber, Wilhelm Stein und Oskar Voss im Untersuchungsgefängnis Hamburg enthauptet.

## Ehrungen
- Im Ehrenhain Hamburgischer Widerstandskämpfer auf dem Hamburger Friedhof Ohlsdorf befindet sich ein Kissenstein für Kurt Vorpahl (dritte Reihe von links, vierter Stein).
- Vor Vorpahls letzter Wohnadresse am Snitgerstieg 3 in Hamburg-Horn verlegte am 9. November 2009 der Aktionskünstler Gunter Demnig zu seinem Gedächtnis einen Stolperstein. Die Gesamtschule Horn hatte zusammen mit der Baugenossenschaft der betreffenden Häuser die Patenschaft für acht Stolpersteine übernommen, darunter den für Kurt Vorpahl.[1] Ein zweiter Stein liegt seit dem 12. November 2024 vor dem Untersuchungsgefängnis in Hamburg-Neustadt.